# 主要産業
主要産業（しゅようさんぎょう）とは経済学用語の一つ。これは国内に存在する産業の中でも、経済規模が大きいなどという形で主要な産業となっているもののことを言う。経済産業省によると、現代の日本では製造業、IT産業、エネルギー産業がこれに当てはまるとのこと。経済産業省は、これらの主要産業が日本経済を牽引しているとして、今後の発展のための方向性を示している。この主要産業というのは国家単位だけでなく、国内の都市ごとでの統計も行われている。総務省が示しているデータによれば、日本国内であっても都市が異なるだけで、それぞれの産業に従事している人口が大きく異なっており、都市ごとに主要産業となっている産業が異なっているということが分かる。